# 哈氏硬皮鰕虎
哈氏硬皮鰕虎（学名：Callogobius hasseltii），又名長鰭美鰕虎魚，为鰕虎科硬皮鰕虎魚屬下的一个种。